# Konstantynów (stacja kolejowa)
Konstantynów – zlikwidowana wąskotorowa stacja kolejowa w Konstantynowie, w województwie lubelskim, w Polsce.